# Meu Amor
Meu Amor é uma telenovela portuguesa produzida pela Plural Entertainmente e exibida pela TVI entre 19 de outubro de 2009 e 23 de outubro de 2010, em 319 episódios. Substituiu Flor do Mar e antecedeu Sedução. Foi escrita por António Barreira, com direção de geral de Hugo de Sousa. Foi realizada por  António Moura de Mattos, Nuno Franco e Paulo Brito. A maior parte da acção decorre na cidade de Lisboa, sendo que nos primeiros episódios a ação se desenrolou nas planícies alentejanas.
As protagonistas são Margarida Marinho (Helena Vargas Mota), Alexandra Lencastre (Patrícia Correia) e Rita Pereira (Mel Fontes/Vargas Mota), três mulheres que têm em comum relações amorosas conturbadas. A antagonista principal é Lídia Franco (Estela de Aguiar Vargas Mota), uma mulher má e extremamente perversa que tem uma inveja doentia da sua filha, Helena, sendo esta também alvo de inveja por parte da sua cunhada, Patrícia. 
Em 22 de novembro de 2010 tornou-se a primeira telenovela portuguesa a vencer o Prémio Emmy Internacional na categoria de melhor telenovela, além de ter sido a primeira novela portuguesa a ser nomeada para o prémio.
Foi reposta no canal TVI Ficção entre 15 de outubro de 2012 e  24 de julho de 2013, em 203 episódios sendo substituída, por Olhos nos Olhos.
Foi novamente reposta no canal TVI Ficção entre 24 de novembro de 2015 e 11 de maio de 2016 em 149 episódios, substituindo A Outra e sendo substituída por Mar de Paixão.
A telenovela foi reexibida desde 1 de maio de 2019 até 23 de novembro de 2019 nas madrugadas da TVI, em 165 episódios, variando entre os 20 minutos e os 50 minutos por episódio. Porém, esta reposição de Meu Amor foi interrompida sem qualquer justificação.   

## Produção
Esta telenovela teve como título provisório Fruto Proibido, nome que mais tarde veio a ser alterado para Meu Amor. Estreou a 19 de outubro de 2009, substituindo a telenovela Flor do Mar.
Esta terá sido a produção mais cara de sempre da TVI, a nível de elenco, tendo reunido algumas das principais estrelas da estação.

### Escolha do elenco
Devido a algumas mudanças na história, Elisa Lisboa acaba por ficar com o papel que seria de Eunice Muñoz, tal como em Ilha dos Amores.
Lídia Franco entrou na história como um "furacão" e foi o maior destaque com a grande vilã Estela de Aguiar Vargas Mota numa interpretação antológica da veterana actriz.
Pedro Barroso recebeu o papel de Jorge de Aguiar Vargas Mota depois de interpretar o vampiro Miguel em Destino Imortal, no espécie de presente para o actor.
Alexandra Lencastre e Ana Catarina Afonso tiveram as maiores mudanças de visual para interpretarem Patrícia Machado de Castro Vargas Mota e Judite Maria.
Pedro Barroso e Sofia Ribeiro transitaram directamente para a substituta Sedução, onde voltam a fazer par romântico.
Margarida Marinho e Paulo Pires representaram o casal Helena e Quim que apaixonou os portugueses, após terem contracenado também enquanto casal, na peça "Pequenos Crimes Conjugais", em 2007.

## Enredo
| “ | Esta é uma novela realista e do quotidiano, sem os típicos heróis e bandidos | ” |

As extensas e floridas planícies de próteas e o mar do litoral alentejano testemunham a história de amor clandestina de Mel Fontes (Rita Pereira) e Bernardo Machado de Castro (Marco D'Almeida). O rapaz é filho do dono da herdade, onde Mel, filha do caseiro, vive e trabalha como camponesa. Sem coragem para enfrentar a oposição do pai àquele romance, Bernardo planeia fugir com Mel, no dia em que os pais de ambos embarcarão para a Holanda para tratar de um negócio de exportação de flores. Mas o casal é descoberto e Bernardo é obrigado pelo pai a seguir viagem com ele para a Holanda, ao passo que Mel e a sua irmã, Clara Fontes (Sofia Ribeiro), são escorraçadas da herdade. O caseiro ainda tenta despedir-se por causa das filhas, mas o patrão arranja maneira de obrigá-lo a seguir viagem com ele. Os três partem para Lisboa, ao encontro do filho de Caetano Vargas Mota (Nicolau Breyner), um milionário, dono de uma holding de importação e exportação e também ele sócio do negócio das flores. Para garantir que as raparigas abandonam mesmo a herdade, fica no local Patrícia Machado de Castro Vargas Mota (Alexandra Lencastre), a irmã de Bernardo e nora de Caetano. Ainda que viva um casamento sem amor, Patrícia sabe o que é amar alguém de condição inferior. E, apesar da sua natural soberba, apieda-se das raparigas e dá-lhes algum dinheiro para se aguentarem durante uns tempos. Mel e Clara vêem-se forçadas a aceitar e partem com a trouxa até à vila mais próxima, tendo como destino a casa de um tio em Lisboa. Enquanto isso, o caseiro - pai das duas - aproveita um momento de distracção do patrão e coloca, nos correios do aeroporto de Lisboa, uma carta que rabiscou no caminho.
O voo para Amesterdão é fatal, já que o avião se despenha a poucos quilómetros do seu destino, vitimando o cunhado e o caseiro, já Bernardo desaparece. O acidente marca a vida de várias pessoas: Mel perde o pai e o homem que amava, Patrícia perde o pai, o irmão e o marido, e Caetano perde o filho para quem construiu tudo, já que está de relações cortadas há mais de vinte anos com a filha, Helena de Aguiar Vargas Mota (Margarida Marinho). A misteriosa carta que o caseiro colocou no correio é destinada a Caetano e, nela, o milionário fica a saber o que aconteceu a Mel e Clara na herdade, sendo surpreendido com uma revelação que mudará a sua vida: uma das duas raparigas é filha ilegítima dele, fruto de uma relação com uma camponesa alentejana. Caetano, que acabou de perder o filho, ganha novo alento e tudo fará para localizar a filha ilegítima, que pretende tornar sua única herdeira. Como forma de retaliação pelo que aconteceu no Alentejo às duas raparigas e como o pai de Patrícia lhe devia muito dinheiro, Caetano exige à nora a herdade e o negócio das flores como forma de pagamento. Esta atitude do sogro despoletará uma sede de vingança em Patrícia. Para isso, ela servir-se-á de Alberto Fonseca (José Wallenstein), o braço direito de Caetano nos negócios, que a ama desde os tempos da faculdade e por quem ela também foi apaixonada, embora não tenha tido coragem de enfrentar o pai para ficar com o agora bem sucedido advogado. A rejeição de Patrícia no passado transformou Alberto num homem determinado a vencer. Casou-se com Fernanda Lopes Fonseca (Cristina Homem de Mello) sem a amar e encontrou nela a mulher disposta a abdicar da sua carreira para se dedicar por inteiro à família, permitindo assim a sua ascensão na carreira. Todavia a proximidade com Patrícia nunca permitiu que ele a esquecesse e Patrícia usá-lo-á para se vingar do sogro. No entanto, ela já não sente por Alberto o que sentia na juventude. O seu coração ficará preso a Quim Correia (Paulo Pires), um rude e machista taxista, justamente o homem que desperta pela primeira vez em vinte anos o amor em Helena, a cunhada de Patrícia.
Depois de cortar relações com o pai, Helena lutou para singrar na vida e transforma-se numa conceituada estilista de renome internacional, que se dedica por inteiro ao trabalho. Mas nem uma mulher assim está imune ao amor, sendo que este sentimento é descoberto quando conhece Quim. Apesar de serem de mundo opostos, Helena e Quim vão perceber que o amor não se compadece com esse tipo de coisas. E, pela primeira vez em muitos anos, depois de um trauma profundo, Helena é obrigada a lidar com um sentimento do qual tem medo, tendo que lutar pelo homem que ama, disputando-o, numa guerra sem tréguas, com a sua cunhada, Patrícia.
Quim e Helena têm mais coisas a ligá-los do que julgam. O braço direito de Helena é Leonardo Correia (António Pedro Cerdeira), o psicótico irmão de Quim, que se afastou da família por vergonha e que está determinado em destruir a estilista. Também a irmã de Quim, Camila Correia (Núria Madruga), uma conceituada top model, é a imagem de marca do ateliê de Helena Vargas. Uma imagem que será destruída uma vez que Camila, tendo sobrevivido ao voo que se despenhou em Amesterdão, fica com o rosto desfigurado. Quim e a sua mãe, a batalhadora Lurdes Correia (Maria Emília Correia), tudo farão para ajudá-la a recuperar, enquanto Leonardo tenta encontrar um rosto que substitua imediatamente a irmã. Esse rosto é Clara, a irmã de Mel, já que as duas vão parar à praceta onde reside a família de Leonardo. É aí, nesse local, que mora o tio que Mel e Clara procuram: Horácio Barqueta (Manuel Cavaco), conhecido pela sua extrema avareza e vivendo nos limites da mediocridade, quando esconde uma enorme fortuna no sótão de sua casa. O único que sabe da sua real condição financeira é o seu inquilino e desajeitado contabilista, Cláudio Rodrigues (Rodrigo Menezes), que trabalha também para Helena. É através do rapaz que Mel arranjará emprego como costureira no ateliê e que Clara conhece Leonardo, o executivo que a seduz e que a transforma numa super-modelo.
Pelo atelier de Helena circulam também Valentim Mendes (Francisco Côrte-Real) e Maria Lopes Gouveia (Joana Duarte). Ele é um manequim no auge da carreira; ela veio da província para tentar a sorte no mundo da moda. Valentim vive maritalmente com Elisa Lopes (Dina Félix da Costa), a tia de Maria, uma assistente social, mais velha do que ele e insegura no amor, que dedica bastante tempo às crianças do orfanato onde trabalha. Maria tenta seduzir Valentim, que está carente pelas ausências da mulher que se encontra concentrada no seu trabalho, até ao dia em que está consegue o seu objetivo e a tia descobre. Mais tarde Valentim tenta reconciliar-se com Elisa e Maria faz de tudo para atrapalhar a relação destes.
Cláudio apaixona-se à primeira vista por Mel. Todavia ela ainda não conseguiu esquecer Bernardo e o regresso deste tornará mais difícil o possível relacionamento de Mel com Cláudio. A relação entre ambos parece impossível quando Bernardo pede Mel em casamento. Contudo, a descoberta de que Bernardo havia abandonado Camila no local do acidente, mesmo com o pedido de auxílio desta, fará com que Bernardo volte mais uma vez a fugir do seu passado e desaparece no dia do seu casamento com Mel. Cláudio aproveita a oportunidade e aproxima-se de Mel até que lhe pede em casamento. No dia do casamento esta hesita, pois duvida se ainda ama Bernardo.
Quim casa-se com Patrícia e descobre que tem uma filha que não sabia ter. Quim ainda ama Helena e Patrícia sabe-o, tendo por isso ciúmes incontroláveis. Para esquecer de tudo isso, Patrícia embebeda-se cada vez mais, até que um dia cai da varanda e sofre um aborto. Este acontecimento faz com que fique estéril para sempre, o que deteriora ainda mais a possibilidade de prender Quim.
Clara, com a sua ambição de subir na vida, forja os exames de ADN para ficar como filha de Caetano, usando para isso cabelos de Helena em vez dos seus.
A mãe de Helena, Estela de Aguiar Vargas Mota (Lídia Franco), que há muito se julgava morta, aparece e toma o ateliê de Helena, algo que havia planeado detalhadamente no seu exílio como forma de vingança a Helena, por esta ter descoberto o seu amante e tentado contar o pai. Contudo Caetano pensa que a sua mulher se foi embora por causa das injúrias da filha e estes deixam de se falar. Quando descobre a verdade, Caetano pede desculpas à filha. Entretanto Helena consegue recuperar o ateliê e convida Mel para ser sua sócia.
Final: Patrícia sabendo que havia perdido Quim, dá-lhe um tiro e de seguida suicida-se. Cláudio fica com Mel. Jorge fica com Clara. Fernanda perdoa e reconcilia-se com Alberto. Helena e Quim ficam juntos, mas em segredo, para que a imprensa não ponha em risco a relação de ambos.

## Elenco

### Elenco Principal
- Margarida Marinho - Helena de Aguiar Vargas Mota (Protagonista)
- Alexandra Lencastre - Patrícia Machado de Castro Vargas Mota Correia (Antagonista)
- Paulo Pires - Joaquim (Quim) António Correia (Protagonista)
- Rita Pereira - Carmelita (Mel) Fontes/Vargas Mota (Protagonista)
- Marco D'Almeida - Bernardo Machado de Castro (Co-Protagonista)
- Rodrigo Menezes - Cláudio Rodrigues (Co-Protagonista)
- José Wallenstein - Alberto Fonseca
- Cristina Homem de Mello - Fernanda Lopes Fonseca
- Isabel Medina - Glória Lopes Gouveia
- António Pedro Cerdeira - Leonardo Correia
- Patrícia Tavares - Dolores Maria Junqueira
- Núria Madruga - Camila Correia Machado de Castro
- Susana Arrais - Dulce da Boa Morte
- Dina Félix da Costa - Elisa Lopes
- Sofia Ribeiro - Clara Fontes
- Francisco Côrte-Real - Valentim Mendes
- Joana Duarte - Maria Lopes Gouveia
- Pedro Barroso - Jorge de Aguiar Vargas Mota
- Ana Catarina Afonso - Judite Maria

### Atrizes Convidadas
- Márcia Breia - Adelaide Raposo
- Elisa Lisboa - Inácia da Purificação
- Maria Emília Correia - Lurdes Correia
- Lídia Franco - Estela de Aguiar Vargas Mota (Antagonista)

### Participação Especial
- Manuel Cavaco - Horácio Barqueta
- Nicolau Breyner no papel de Caetano Vargas Mota

### Elenco Infantil
- Alexandre Jorge - Miguel Lopes Fonseca
- Inês Seco - Diana Correia

### Elenco Adicional
- Ana Guedes Rodrigues - Ela mesma
- Afonso Gonçalves
- Amílcar Azenha - Assassino de Mel
- Aníbal Cabral
- Bruno Abreu
- Carlos Barradas
- Catarina Urbani - Fotógrafa
- Claudia Aguizo - Cliente
- Diogo Fernandes - Paciente
- Diogo Ricardo Dias - Rafael de Aguiar Vargas Mota (Jovem)
- Duarte Victor
- Eduardo Sobral
- Eric Santos - Inspector
- Filipa Poupinha - Cliente
- Gabriela Relvas - Apresentadora
- Gonçalo Portela - Polícia
- Gracinda Nave - Yolanda Prata
- João Pedreiro - Médico
- João Reis - Rafael de Aguiar Vargas Mota
- José Boavida - Médico
- Lucinda Loureiro - Dona da pensão
- Luísa Ortigoso - Psicanalista
- Mafalda Luís de Castro - Helena de Aguiar Vargas Mota (Jovem)
- Maria José (†) - Lúcia Ferraz
- Marta Gil - Repórter
- Miguel Damião - Detective Antunes
- Nuno Viriato - Jornalista
- Orlando Costa - Almerindo
- Paulo Gonçalves - Dr. Saraiva
- Pedro Borges - Repórter
- Pedro Filipe
- Pedro Saavedra - Violador de Elisa
- Pompeu José - Januário Fontes
- Rita Reis
- Rodrigo Soares - Orlando Miguel
- Rogério Jacques - Padre
- Rui Mendes - Armando Machado de Castro
- Sandra Cóias - Margarida Ferraz
- Sónia Antão
- Taya Torres - Modelo
- Vanessa Almeida - Modelo
- Vítor Ennes - Jornalista
- Welket Bungué - Dono do ginásio

## Banda Sonora

### CD1
| N.º | Título                       | Música                      | Personagem         | Duração |  |
| 1.  | "Mais Um Dia"                | José Cid                    | Genérico           |         |  |
| 2.  | "Better In Time"             | Leona Lewis                 | Mel                |         |  |
| 3.  | "Quem és Tu Miúda"           | Os Azeitonas                | Dolores            |         |  |
| 4.  | "Mamma Do"                   | Pixie Lott                  | Camila             |         |  |
| 5.  | "Acabou"                     | Boss AC & TT                |                    |         |  |
| 6.  | "Tento Chegar a Ti"          | TT                          |                    |         |  |
| 7.  | "Cara ou Coroa"              | Adriana                     | Clara              |         |  |
| 8.  | "Ponteiro da Solidão"        | FF                          | Maria              |         |  |
| 9.  | "Sou Assim"                  | Berg                        | Mel e Bernardo     |         |  |
| 10. | "Acredito em Ti"             | Axel                        |                    |         |  |
| 11. | "Apenas Diferente"           | Filipa Azevedo              | Clara e Jorge      |         |  |
| 12. | "Porque Será Que Amo"        | António Manuel Ribeiro      |                    |         |  |
| 13. | "Noites Quentes"             | Jorge Vadio                 |                    |         |  |
| 14. | "Donna"                      | João Tiago Silva            | Helena e Quim      |         |  |
| 15. | "Jamais (Mesmo Lugar)"       | Filipe Delgado              | Caetano            |         |  |
| 16. | "Deixa-me Ouvir Teu Coração" | Ana Duarte                  | Fernanda e Alberto |         |  |
| 17. | "Um Copo de Sol"             | Pedro Moutinho              |                    |         |  |
| 18. | "Estrada da Montanha"        | Madredeus e A Banda Cósmica |                    |         |  |

### CD2
| N.º | Título                                       | Música                         | Personagem        | Duração |  |
| 1.  | "Porque é Que Vens"                          | Tony Carreira                  | Patrícia e Quim   |         |  |
| 2.  | "We Can Do Anything"                         | Gabriel Files & Mikkel Solnado | Cláudio           |         |  |
| 3.  | "Sou Feliz"                                  | Virgem Suta                    | Barqueta          |         |  |
| 4.  | "Luz Fraca"                                  | Ricardo Azevedo                |                   |         |  |
| 5.  | "Perdoei"                                    | Alex Smith                     |                   |         |  |
| 6.  | "Take Me As I Am"                            | Nesi                           |                   |         |  |
| 7.  | "E Tu"                                       | Berg                           |                   |         |  |
| 8.  | "Muda"                                       | Paula Teixeira                 |                   |         |  |
| 9.  | "Tentei"                                     | DR1VE                          | Valentim e Elisa  |         |  |
| 10. | "Tu És"                                      | Boycote                        |                   |         |  |
| 11. | "Sou e Peço Mais"                            | Diana Dinis                    | Helena            |         |  |
| 12. | "Acredito em Ti (És Capaz de Me Conquistar)" | Axel                           |                   |         |  |
| 13. | "Em Volta do Amor"                           | Jorge Courela                  |                   |         |  |
| 14. | "Sei Lá"                                     | José Carlos Pereira            | Camila e Bernardo |         |  |
| 15. | "Esse Teu Olhar Sabe Bem"                    | Oscar Romero                   |                   |         |  |
| 16. | "Cantigas de Amor"                           | Os Azeitonas                   | Judite            |         |  |
| 17. | "Cha Cha Cha P'ra Namorar"                   | Nuno da Câmara Pereira         | Inácia            |         |  |
| 18. | "O Melhor Tempo da Minha Vida"               | José Cid                       |                   |         |  |

## Audiência
Na sua estreia, alcançou 16,5% de audiência média e 40,3% de share. O derradeiro episódio, exibido a 23 de outubro de 2010, obteve 18,8% de audiência média e 55,1% de share. Ao todo, os 319 episódios que compõem a telenovela registaram 13,2% de audiência média e 39% de share.

## Prémios
| Ano  | Prémio                     | Categoria         | Resultado |
| ---- | -------------------------- | ----------------- | --------- |
| 2010 | Prémios Emmy Internacional | Melhor Telenovela | Venceu    |

### Reação
Pela primeira vez, a televisão portuguesa foi nomeada aos Prémios Emmy Internacional, que anualmente distinguem os melhores programas televisivos fora dos Estados Unidos. A nomeação incidiu na categoria de Melhor Telenovela, em competição estavam as telenovelas Ciega a Citas, da Argentina, Dahil May Isang Ikaw, das Filipinas e Meu Amor, de Portugal. O vencedor foi anunciado, no dia 22 de novembro de 2010, na 38.ª edição dos Prémios Emmy Internacional, em Nova Iorque, tendo este sido a telenovela portuguesa Meu Amor.
| “ | A minha primeira reação foi de incredulidade, porque nunca tinha acontecido e os Emmys são normalmente uma realidade tão distante para nós, portugueses. Mas depois fui ao site e confirmei | ” |
|   | — Reação de António Barreira, autor da telenovela. |   |

| “ | Inicialmente, achei que era mentira, mas é mesmo verdade. A novela está nomeada e, mesmo que não ganhe, vou poder por isso no meu currículo... Sou protagonista de uma novela que foi nomeada para os Emmy | ” |
|   | — Reação de Rita Pereira, protagonista. |   |

| “ | É o reconhecimento de um trabalho e de um percurso desenvolvido ao longo de todos estes anos, pelos que acreditaram no valor da ficção em Portugal, nos seus atores, argumentistas, técnicos e demais profissionais | ” |
|   | — Reação da TVI. |   |

## Versões
- Diseñando tu amor - Telenovela produzida pela Las Estrellas em 2021 e protagonizada por Gala Montes, Juan Diego Covarrubias, Ana Belena, Osvaldo de León e Martha Julia.[10][11]